# Gardens by the Bay

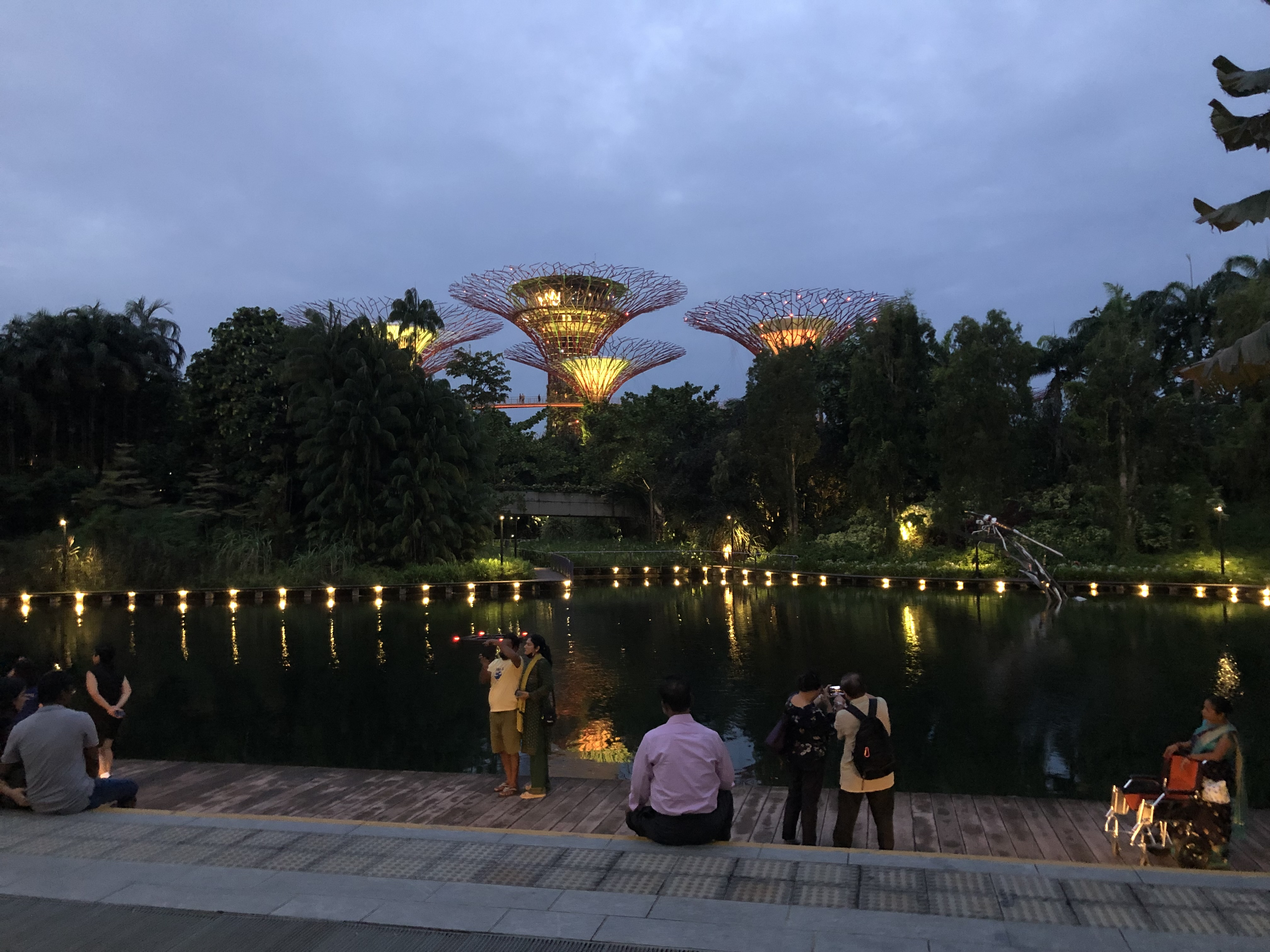
Vstup do zahrad Gardens by the Bay

Gardens by the Bay jsou zahrady o rozloze zhruba 101 hektarů v centrální oblasti Singapuru. Park se dělí na tři zahrady: Bay South Garden, Bay East Garden a Bay Central Garden. Největší z nich je jižní zahrada Bay South Garden s rozlohou 54 hektarů. V zahradách se nachází Flower Dome, největší skleník na světě.
Zahrady byly součástí národních plánů vytvořit „Město v zahradě", s cílem zvýšit kvalitu života obohacením města o zeleň a flóru. V roce 2005 se premiér Lee Hsien Loong poprvé zmínil o Gardens by the Bay s úmyslem vytvořit hlavní městské rekreační centrum a národní ikonu.

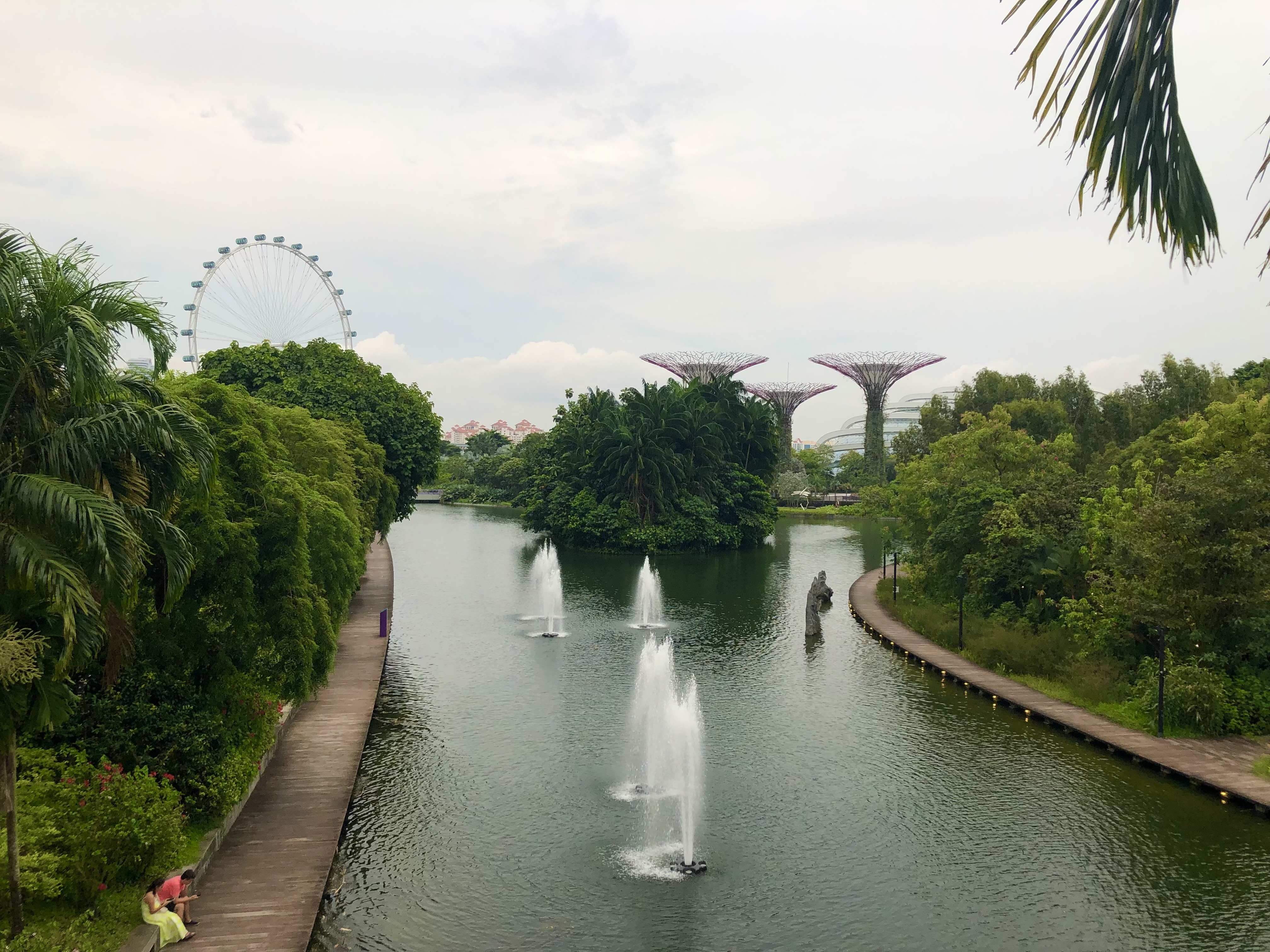
Zahrady Gardens by the Bay

Park byl otevřen 29. června 2012. V roce 2015 navštívilo park přes 20 milionů návštěvníků a v roce 2018 překonal hranici 50 milionů návštěvníků.

## Zahrada Bay Central Garden
Bay Central Garden spojuje Bay South a Bay East Gardens. S rozlohou 15 hektarů a 3 kilometry dlouhou nábřežní promenádou nabízí tato část zahrad malebné procházky přímo z centra města.

## Zahrada Bay East Garden
Bay East Garden má rozlohu 32 hektarů. Nachází se zde 2 kilometry dlouhá promenáda táhnoucí se podél Marina Reservoir. Jako první veřejnosti otevřená část zahrad umožňovala alternativní přístup k přehradě Marina Barrage.
Zahrada je navržena jako série velkých tropických zahrad ve tvaru listů. Každá zahrada má svůj vlastní specifický design, charakter i téma. S pomocí pěti vodních vstupů dochází k ochlazení oblasti.
Bay East Garden poskytuje návštěvníkům výhled na panorama města. Další vývoj zahrad bude založen na tématu vody.
V roce 2018 byla Bay East Garden vybrána jako budoucí místo památníku Founders' Memorial plánovaného na rok 2027. 

## Zahrada Bay South Garden
Bay South Garden se veřejnosti otevřela 29. června 2012. S rozlohou 54 hektarů je největší ze tří zahrad. Je navržená tak, aby ukázala to nejlepší z tropického zahradnictví a zahradního umění.
Hlavním konceptem je orchidej představující tropy a zároveň Singapur jako město, jelikož její odrůda, Vanda 'Miss Joaquim', často přezdívaná Singapurská orchidej, je národní květinou země. Systematickým rozmístěním jednotlivých částí zahrady pak Bay South Garden z výšky vyobrazují orchidej. Ta se nachází na nábřeží (skleníky), kde listy (terén), výhonky (cesty), a sekundární kořeny (vodní kanály) tvoří květy (tematické zahrady, superstromy).

### Skleníky
Komplex skleníků v Gardens by the Bay se skládá ze dvou ochlazených skleníků - Flower Dome a Cloud Forest. Jsou situované podél okraje Marina Reservoir. Skleníky, navržené WilkinsonEyre a Grand Associates, jsou energeticky úspornou ukázkou udržitelných technologií a mají poskytovat zábavní a turisticky atraktivní prostor v zahradách přístupný za každého počasí. Oba skleníky jsou obrovské (zhruba 1 hektar) a Flower Dome je největší skleník bez sloupů na světě.
Konstrukce skleníků je zvláštní hned z několika důvodů. Jedním z nich je, že je stavba vůbec schopná mít tak velkou prosklenou střechu bez dodatečné vnitřní podpory. Dále také proto, že stavby minimalizují ekologickou stopu. Skleníky také sbírají dešťovou vodu z povrchu a cirkuluje ji v chladicím systému, který je napojen na superstromy. Superstromy tak slouží k větrání a ochlazení horkého vzduchu.

#### Skleník Flower Dome
S rozlohou 1,2 hektaru je Flower Dome největším skleníkem na světě. Skleník napodobuje chladné a suché středomořské klima. Ve skleníku se nachází různé expozice, květinové pole a osm zahrad. Zahradu s baobaby, Sukulentní zahradu, Australskou zahradu, Jihoafrickou zahradu, Jihoamerickou zahradu, Olivový háj, Kalifornskou zahradu a Středomořskou zahradu. Tyto zahrady vystavují exotické květiny a rostliny ze Středomoří a polosuchých oblastí z pěti různých kontinentů.

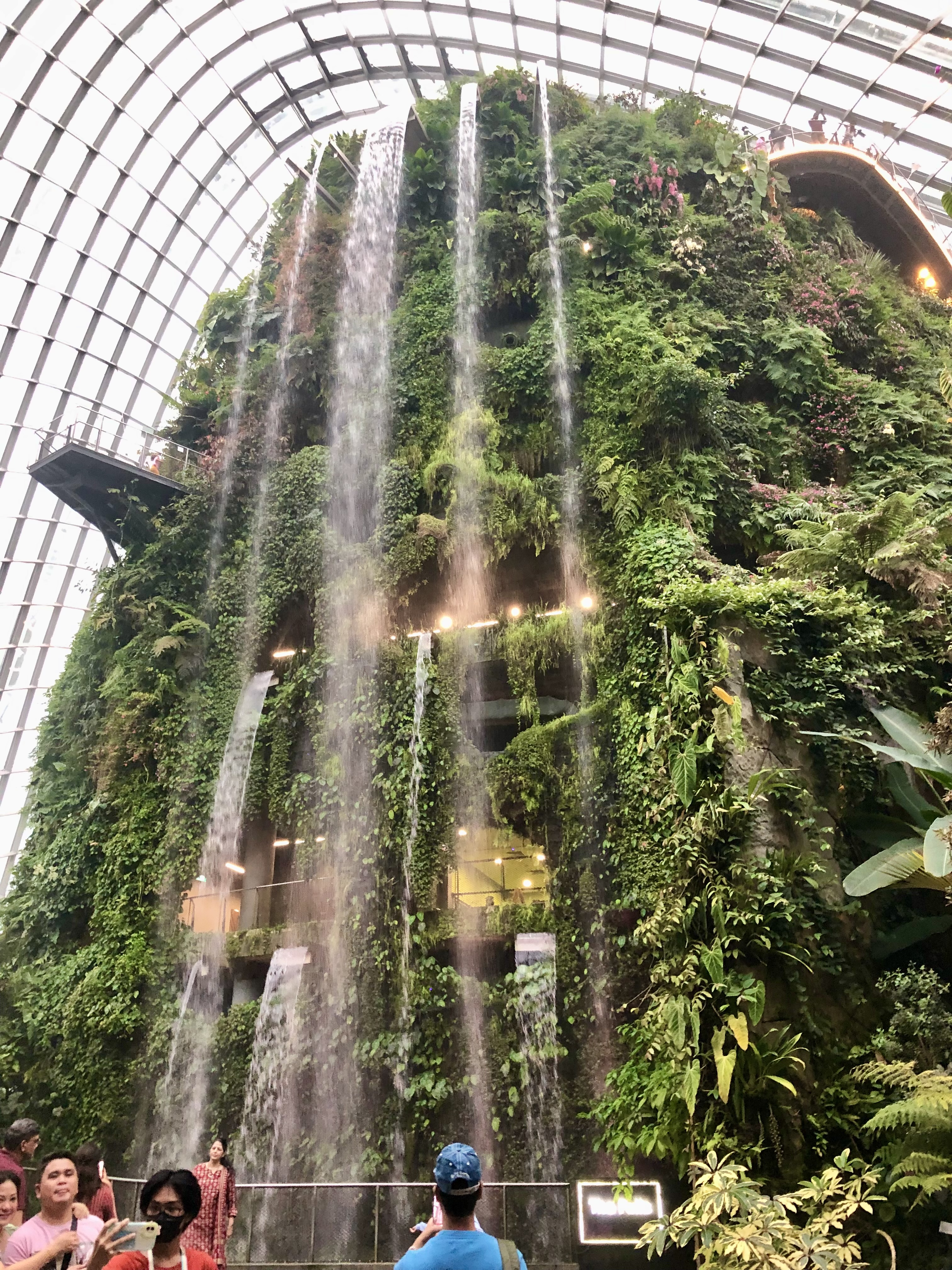
Cloud Mountain ve skleníku Cloud Forest

#### Skleník Cloud Forest
Cloud Forest je sice vyšší, ale s rozlohou 0,8 hektaru je o něco menší než Flower Dome. Skleník replikuje chladné a vlhké podnebí v tropických horských oblastech v rozmezí 1000 až 3000 metrů nad mořem, nacházející se v jihovýchodní Asii a Střední a Jižní Americe. Hlavní atrakcí je 42 metrů vysoká „Cloud Mountain". Tato uměle vytvořená hora tvoří 35 metrový vodopád, který je druhým největším vnitřním vodopádem na světě. Okolo hory je vytvořen okruh, začínající výjezdem výtahem na vrchol, ze kterého návštěvníci dále sestupují okružní cestou. Okruh nabízí výhled na celý skleník z různých výšek. Dále obsahuje mnoho tematických expozic s různými druhy rostlin.
„Cloud Mountain" tvoří složitá struktura pokrytá epifyty, jako jsou orchideje, kapradiny, různé druhy mechorostů, bromélie a anturie. Hora se skládá z několika úrovní, z nichž každá má jiné téma, jako Ztracený svět, Jeskyně, Výhled na vodopád, Křišťálové hory a Tajemná zahrada.

### Superstromy
Superstromy jsou struktury podobné stromům s výškou od 25 do 50 metrů. Těchto 18 stromů dominuje celkovému vzhledu zahrad. Byly navrženy společností Grand Associates. Jsou to vertikální zahrady s několika funkcemi, mezi které patří pěstování rostlin, zastínění parku a funkce environmentálních motorů pro zahrady.
Superstromy jsou porostlé unikátními a exotickými druhy kapradin, rév, orchidejí a také rozsáhlou sbírkou bromélií. Je v nich zabudovaná technologie, která napodobuje ekologickou funkci stromů. Fotovoltaické články, svou funkcí kopírující fotosyntézu, vytváří a zpracovávají energii, kterou využívají například pro osvětlení. Stromy také sbírají dešťovou vodu, kterou absorbují a zavlažují s ní rostliny. Superstromy také slouží jako chladicí systém zahrad.

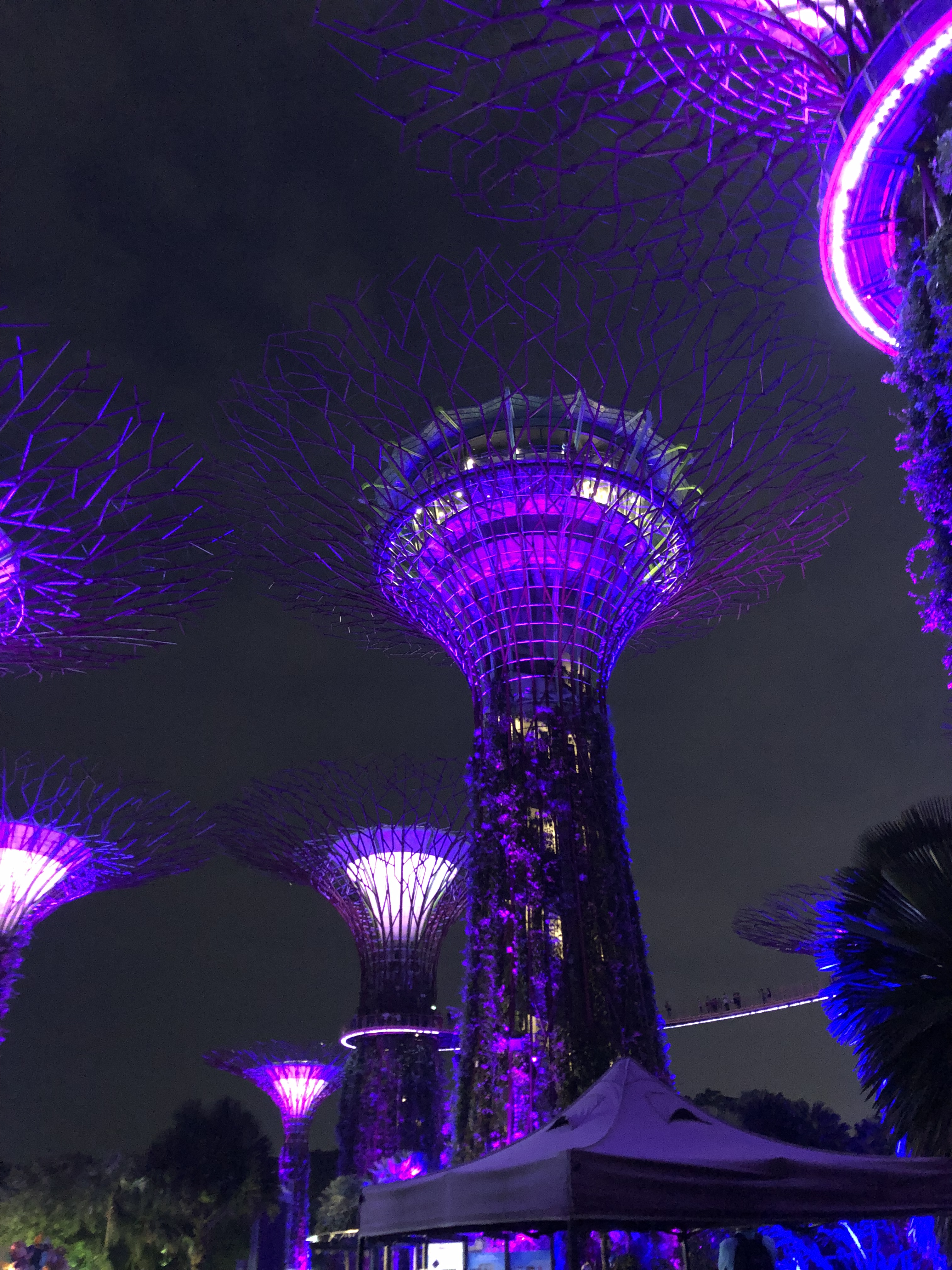
Superstromy v zahradě Bay South Garden

Mezi dvěma většími stromy vede vyvýšená stezka, OCBC Skyway, která nabízí panoramatický výhled na zahrady, Marina Bay a další části města. Každý večer zahrady v oblasti Superstromů ožijí koordinovanou světelnou a hudební show známou jako Garden Rhapsody. Zhruba jednou za měsíc se hudba, a k ní i zkoordinovaná světelná přehlídka, mění. Každá přehlídka má určité téma, časté jsou úryvky a znělky z filmů, klasická hudba, nebo přehlídky inspirované svátky nebo ročním obdobím.
K dispozici je také atrakce s názvem Supertree Observatory, která byla otevřena 27. prosince 2019. Observatoř se nachází v nejvyšším superstromu s výškou 50 metrů. Dělí se na tři části. Přízemí, observatoř a venkovní střešní část. Observatoř je celoplošně prosklená a po jejím obvodu se táhne venkovní chodník. Střešní část nabízí 360 stupňový výhled na zahrady a na Marina Bay.

### Tematické zahradnictví
Nachází se zde dvě tematicky odlišné zahrady zaměřující se na dědictví různých kulturních skupin v Singapuru. Zároveň se soustředí na biologii a ekologii zahrad a lesů. Jsou důležitou součástí vzdělávacího programu, který se snaží veřejnosti tato témata představit.
Téma „Zahradního dědictví" představuje různé kulturní skupiny v Singapuru a přibližují důležitou roli, kterou rostliny hrají v těchto kulturách. Také veřejnost seznamují s koloniální historií země. Zaměřuje se také na ekonomicky významné rostliny v Singapuru a jihovýchodní Asii. Pod toto téma spadají čtyři zahrady. Indická zahrada, Čínská zahrada, Malajská zahrada a Koloniální zahrada.
Téma „Svět rostlin" poukazuje na vztah mezi rostlinami v lesním prostředí a biologickou rozmanitost rostlinného života na planetě. Skládá se z šesti zahrad. Objev, Síť života, Plody a Květiny, Podzemí, Svět palem a Tajný život stromů.

### Vstupní brána Bayfront Plaza a Květinová Fantazie
Bayfront Plaza je hlavním vstupem do zahrad ze stanice Bayfront MRT. Součástí je atrakce s názvem Květinová Fantazie skládající se ze čtyř zahrad. Ty nabízí výstavu květinového umění nebo jízdu s 4D multimédii. Nachází se zde také Bayfront pavilon, kavárna nebo obchod se suvenýry.

## Doprava
Nejbližší stanice metra jsou Gardens by the Bay MRT na lince Thompson-East Coast Line a stanice Bayfront MRT na lince Circle a Downtown. Lze se také dopravit autobusem linky 400.